# ダーネル・ライト
ダーネル・マーキス・ライト（Darnell Marquies Wright, 2001年8月10日 - ）は、アメリカ合衆国ウェストバージニア州ハンティントン出身のプロアメリカンフットボール選手。NFLのシカゴ・ベアーズに所属している。ポジションはオフェンシブタックル。

## 経歴

### カレッジ
テネシー大学では1年目の2019年シーズンから先発出場した。
2022年シーズンはオールSECファーストチームに選出された。シーズン終了後、2023年のNFLドラフトにエントリーした。

### シカゴ・ベアーズ
| 6 ft 5+3⁄8 in (197 cm) | 333 lb (151 kg) | 33+3⁄4 in (86 cm) | 9 in (23 cm) | 5.01 s | 1.81 s | 2.90 s | 4.72 s | 29.0 in (74 cm) | 9 ft 6 in (2.90 m) |
| Sources:               |                 |                   |              |        |        |        |        |                 |                    |

ドラフト全体10位でシカゴ・ベアーズから指名され、その後ルーキー契約を結んだ。